# Chansons pour toutes sortes de monde
Albums de Plume Latraverse
Le Lour Passé de Plume Latraverse Vol. II Le Lour Passé de Plume Latraverse Vol. III
Chansons pour toutes sortes de monde est un album de Plume Latraverse, sorti en 1990.

## Liste des titres
| No  | Titre                                            | Durée |
| --- | ------------------------------------------------ | ----- |
| 1.  | In vitro                                         |       |
| 2.  | Le Retour d'Hector                               |       |
| 3.  | Divinette                                        |       |
| 4.  | Jardin de rêve                                   |       |
| 5.  | Le Ramoneur                                      |       |
| 6.  | Chatte de daure                                  |       |
| 7.  | La Tarentelle della tarentule                    |       |
| 8.  | Dans la piaule de Louis                          |       |
| 9.  | Pollusonge                                       |       |
| 10. | La Chute du prince                               |       |
| 11. | J'ai vendu ma chèvre                             |       |
| 12. | Tant qu'on pourra...                             |       |
| 13. | Les Popsicles                                    |       |
| 14. | Histoire transparente                            |       |
| 15. | Une bonne fille                                  |       |
| 16. | Bandrifulement                                   |       |
| 17. | Les Culottes de singe                            |       |
| 18. | Euthanazie                                       |       |
| 19. | La Java des dieux                                |       |
| 20. | Une affaire de famille                           |       |
| 21. | Pattes de lune                                   |       |
| 22. | En attendant l'huile                             |       |
| 23. | Le Mal du pays                                   |       |
| 24. | Suite                                            |       |
| 25. | Les Zarchitectes                                 |       |
| 26. | La Ballade de Sandale et Gandhi                  |       |
| 27. | Ton enfance nous quitte                          |       |
| 28. | Le Trésor du docteur Landru (Latraverse, Landry) |       |
| 29. | Le Joyeux Misanthrope (sur cassette seulement)   |       |